# Highway Tune
Singles de Greta Van Fleet
- Safari Song (en)
(2017)
Highway Tune est une chanson du groupe de rock américain Greta Van Fleet. Il s'agit du premier single du groupe qui figure sur leur premier extended play (EP) Black Smoke Rising également repris dans l'EP From the Fires. En septembre 2017, elle est classée numéro 1 des Mainstream Rock Tracks chart et Active rock (en) aux États-Unis,.
La chanson est souvent comparée au travail de Led Zeppelin,,, tout comme l'interprétation, à celle de Robert Plant.

## Classements
| Classement (2017)                         | Meilleure position |
| ----------------------------------------- | ------------------ |
| États-Unis (Adult Alternative Songs (en)) | 39                 |
| États-Unis (Alternative Songs)            | 34                 |
| États-Unis (Mainstream Rock Tracks chart) | 1                  |
| États-Unis (Billboard Rock Songs (en))    | 21                 |
| États-Unis (Rock Airplay)                 | 12                 |

## Source de la traduction
- (en) Cet article est partiellement ou en totalité issu de l’article de Wikipédia en anglais intitulé « Highway Tune » (voir la liste des auteurs).